# 遠藤信博

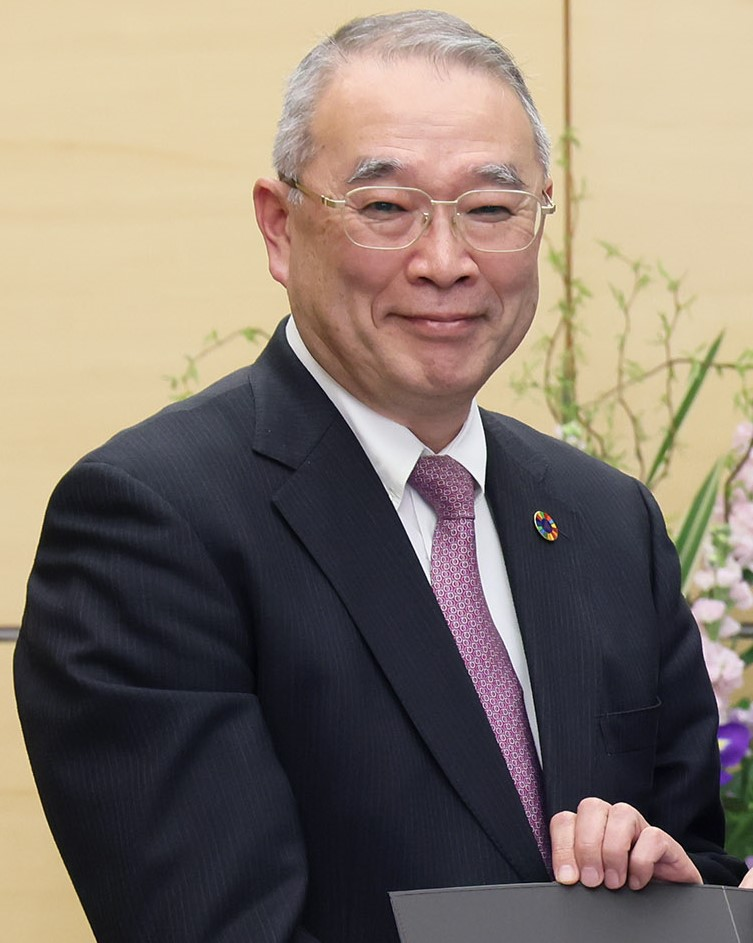
日・ＥＵビジネス・ラウンドテーブル（ＢＲＴ）の日本側共同議長として総理大臣官邸を表敬訪問した2024年2月に撮影。

遠藤 信博（えんどう のぶひろ、1953年11月8日 - ）は、日本の実業家、技術者、工学博士。日本電気 (NEC)代表取締役社長、同社代表取締役会長、日本経済団体連合会副会長、経済同友会副代表幹事、電子情報技術産業協会会長、情報通信ネットワーク産業協会会長等を歴任した。

## 人物・経歴
神奈川県大磯町に生まれる。神奈川県立平塚江南高等学校を経て、1976年東京工業大学（のちの東京科学大学）工学部電子工学科卒業。末武國弘から電磁気学を、関口利男から電波工学を学んだ。1981年同大学大学院理工学研究科博士課程を修了し、工学博士の学位を取得した。大学院では関口利男・後藤尚久研究室で、安藤真の指導を受けた。1年先輩に渡邉文夫元KDDI研究所代表取締役会長がいた。
1981年、日本電気（NEC）に入社。同社のモバイルネットワーク事業に長く携わる
。マイクロ波衛星通信事業部第三開発部担当部長（1995年）となった後、1997年にはNEC Technologies（UK）Ltd.（イギリス）に出向、帰国後はモバイルワイヤレス事業本部モバイル・ワイヤレス基盤開発本部第三開発部長（2000年）、モバイルネットワーク事業本部モバイルワイヤレス事業部長（2003年）、モバイルネットワーク事業本部副事業本部長（2005年）を経て、2006年に執行役員モバイルネットワーク事業本部長となる。モバイルワイヤレス事業部長時代には、マイクロ波通信システム「パソリンク」を拡販により世界トップのシェアに押し上げた。
2009年に取締役執行役員常務に就任した。
2010年、代表取締役執行役員社長に就任する。日本電気は2008年度に3000億円近い赤字を出してリストラを実施する状況で、遠藤は社業再建の課題を負った。社長就任後、パソコン事業をレノボとの合弁に切り替え、一方でクラウドコンピューティングやスマートグリッドでの事業創出を目指した。これらの施策により2012年度（2013年3月期）に売上高4兆円、営業利益2000億円を達成する中期経営計画を立てたが、2012年1月には中期経営計画の達成が困難となり、再度のリストラ発表を余儀なくされた。2013年にはスマートフォン事業からも撤退し、その年には社会ソリューション事業を新たな柱とすることを打ち出した。事業構造の転換を図ったことで、就任直前には1.4%だった営業利益率を2014年度には4.4%まで回復させた。
2016年4月1日付で社長を退任し、代表取締役会長となる。
2019年6月に代表権のない会長に変わる。
2022年6月に特別顧問となり、日本経済団体連合会副会長に就任した。
社外の団体での役職としてはこれ以外に、東京医科歯科大学経営協議会学外委員、情報処理推進機構産業サイバーセキュリティセンター長、東京大学経営協議会学外委員、経済同友会副代表幹事、情報通信ネットワーク産業協会会長、電子情報技術産業協会会長、等を歴任した。
このほか、かんぽ生命保険、日本取引所グループ、セイコーホールディングス、東京海上ホールディングス、大日本住友製薬、住友ファーマ、日清製粉グループ本社、キッコーマンで取締役を務めた。